# Tulskaja (stanice metra v Moskvě)
Tulskaja (rusky Тульская) je stanice moskevského metra. Pojmenována je podle města Tuly a blízké Tulské ulice. Projektový název stanice je Danilovskaja, v letech 1991-1992 měla být přejmenována na Danilov monastyr.

## Charakter stanice
Tulskaja se nachází na Serpuchovsko-Timirjazevské lince, v její jižní části. Je to podzemní, jednolodní ražená stanice, mělce založená (9,6 m hluboko pod povrchem). Má dva výstupy, vyvedené do podpovrchových vestibulů eskalátorovými tunely. Prostor stanice tvoří ostrovní nástupiště s dvěma kolejemi. Stěny za nástupištěm jsou obloženy mramorem různých barev plynule přecházejících, v místech kde pozvolna přecházejí ve strop se nacházejí ornamenty trojúhelníkových tvarů z betonu. Osvětlení zajišťují lampy z eloxovaného hliníku, zavěšené nad prostředkem lodi. Tulskaja byla otevřena pro cestující 8. listopadu 1983 jako součást úseku Serpuchovskaja – Južnaja. Stanici denně využije kolem 40 000 lidí.